# Thinking Day
Der Thinking Day am 22. Februar ist ein Gedenktag der Pfadfinderbewegung, an dem an die weltweite Gemeinschaft der Pfadfinder und den gemeinsamen Geburtstag von Robert Baden-Powell, dem Gründer der Pfadfinderbewegung, und seiner Frau Olave, einer einflussreichen Leiterin der Pfadfinderinnenbewegung, erinnert wird. Ursprünglich eine Veranstaltung der World Association of Girl Guides and Girl Scouts und ihrer Mitgliedsverbände, wird der Thinking Day heute auch von einigen Mitgliedsorganisationen der World Organization of the Scout Movement (WOSM) begangen; andere WOSM-Mitglieder feiern am selben Tag den Founder’s Day mit vergleichbarem Hintergrund, aber ohne Bezug zu Olave Baden-Powell.

## Aktivitäten
An diesem Tag sammeln viele Gruppen für karitative Zwecke oder Aufgaben der Pfadfinderbewegung. In manchen Pfadfinderverbänden trägt man an diesem Tag öffentlich seine Pfadfinderkluft, um sich auf diese Weise öffentlich zur Pfadfinderbewegung zu bekennen.
Am 22. Februar jeden Jahres finden auch der Thinking Day on the Air und der Thinking Day on the Internet statt, dem JOTA und dem JOTI vergleichbare Veranstaltungen der World Association of Girl Guides and Girl Scouts. In Kanada heißt diese Veranstaltung GOTA (Guides on the Air).
Eine Tradition ist das Versenden von Postkarten. Die gemeinsame Postkartenaktion verschiedener europäischer Verbände versucht seit 2009 daran anzuschließen. Der Weltverband der Pfadfinderinnen (WAGGGS) bereitet jährlich für den World Thinking Day ein Thema mit Programmvorschlägen und Abzeichen vor. Bei WAGGGS gibt es auch den World Thinking Day Fund, der die Arbeit von Pfadfinderinnen weltweit unterstützt. Besonders rund um den Thinking Day werden in vielen Ländern Spenden für diesen Fund gesammelt.

## Scouting 100
Am 22. Februar 2007 fanden auf Grund des 100-jährigen Bestehens der Weltpfadfinderbewegung viele große öffentliche Projekte von Pfadfindergruppen in verschiedenen Städten statt. Die einzelnen Gruppen der jeweiligen Verbände waren aufgerufen, das Jubiläum auch mit verbandsübergreifenden Aktionen zu feiern. Weitere Veranstaltungen zum Jubiläum waren die weltweite Erneuerung des Pfadfinderversprechens am 1. August 2007 bei Sonnenaufgang (Scouting’s Sunrise) und ein Kongress der verschiedenen Verbände in Berlin im September 2007. Zeitgleich lud der damalige Bundespräsident Horst Köhler, der Schirmherr für die Jubiläumsaktion anlässlich des Scouting 100, zu einem Jubiläumszeltlager in den Garten von Schloss Bellevue in Berlin ein.